# Diecezja Caazapá
Diecezja Caazapá – rzymskokatolicka diecezja w Paragwaju. Została erygowana 22 marca 2025 roku z dotychczasowych terenów diecezji Villarrica del Espíritu Santo. Należy do metropolii Asunción.

## Główne świątynie
- Katedra: Katedra św. Pawła w Caazapá

## Biskupi
- Marcelo Benítez Martínez OFM (od 2025)